# Alice Urbach
Alice Urbach (geboren am 5. Februar 1886 als Alice Mayer in Wien, Österreich-Ungarn; gestorben am 26. Juli 1983 in Mill Valley, Kalifornien, USA) war eine austro-jüdische Kochbuchautorin und Unternehmerin. Ihr 1935 veröffentlichtes Kochbuch „So kocht man in Wien! Ein Koch- und Haushaltungsbuch der gut bürgerlichen Küche“ war ein Bestseller, doch die Nationalsozialisten „arisierten“ ihr Werk und veröffentlichten es unter einem anderen Autorennamen.

## Leben

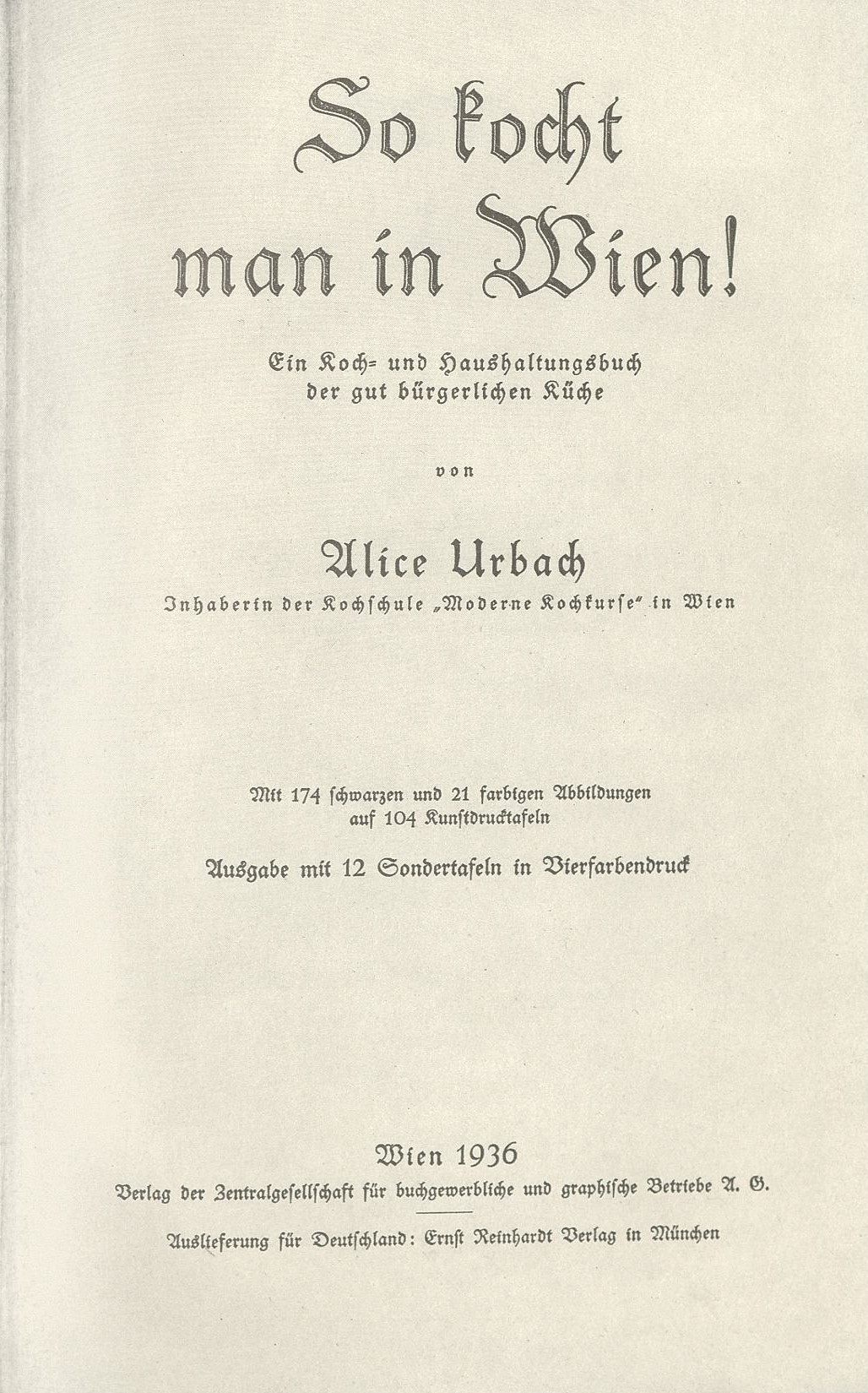
So kocht man in Wien! (1936)

Alice Mayer wuchs in einer bürgerlichen jüdischen Familie in Wien auf. Ihr Vater war der Kaufmann, Kommunalpolitiker und Autor Sigmund Mayer. Im Jahr 1912 heiratete Alice Mayer den Arzt Maximilian Urbach, mit dem sie die Söhne Otto Robert und Karl hatte. Nachdem ihr Mann bereits 1920 verstorben war, stand Alice Urbach mittellos mit zwei kleinen Kindern da.
Um das Familieneinkommen zu sichern gründete sie eine Kochschule in der Goldeggasse 7 und Wiens ersten Lieferservice für warme Speisen, eine Art Partyservice, der Gesellschaften mit Fingerfood belieferte, von ihr als „Bridge-Bissen“ bezeichnet. Sie bewarb in der Neuen Freien Presse  ihre „Nachmittagskurse der modernen Kochkurse von Frau Alice Urbach, IV Goldeggasse 7 (neue moderne Räume) für Vorspeisen, Konditorei und aparte Fleischspeisen“. Ihre Vorträge hatten Titel  wie „Die Schnellküche der berufstätigen Frau“ oder „Das Girl am Herd“. Nach Angaben ihrer Enkelin, der Historikerin Karina Urbach, lernte „halb Wien“ bei ihr kochen und Alice Urbach hatte Kontakt zu lokalen Prominenten wie Felix Salten und Anna Freud.
Zusammen mit ihrer Schwester Sidonie Rosenberg (1864–1942) schrieb sie im Jahr 1925 ihr erstes Kochbuch, „Das Kochbuch für Feinschmecker Vorspeisen, Torten, Bäckereien. Wiener Familienrezepte“. 1935 veröffentlichte sie „So kocht man in Wien! Ein Koch- und Haushaltungsbuch der gut bürgerlichen Küche“.
Alice Urbach emigrierte 1938 nach England, wo sie erst als Dienstbotin arbeitete und später ein Flüchtlingsheim für jüdische Mädchen aus Deutschland leitete. Auch dort gab sie Kochunterricht, um die Kinder etwas vom Krieg abzulenken.
Alice Urbach lebte ab 1946 in den USA, wohin ihre Söhne emigriert waren. Ihre Schwestern  Sidonie und Karoline waren im KZ Theresienstadt ermordet worden, die Spur ihrer Schwester Helen verlor sich im Ghetto in Lodz.
In San Francisco gab Urbach erneut Kurse in einer Kochschule und trat auch in TV-Kochsendungen auf. Im Alter von 95 Jahren demonstrierte sie noch dem Fernsehpublikum, wie ein Tafelspitz gekocht wird. Sie starb 1983 im kalifornischen Mill Valley.

## Arisierung ihres Kochbuchs gutbürgerlicher Rezepte
1935 veröffentlichte Alice Urbach ein 500-seitiges Kochbuch mit dem Titel „So kocht man in Wien! Ein Koch- und Haushaltungsbuch der gut bürgerlichen Küche“ im Ernst Reinhardt Verlag. Im Buch waren Rezepte für österreichische Spezialitäten wie Topfenstrudel, Marillenknödel und Tafelspitz enthalten. Bis zum „Anschluss“ Österreichs an das Deutsche Reich erschienen drei Auflagen, das Buch wurde ein Bestseller. Im Herbst 1938 veröffentlichte der Ernst Reinhardt Verlag ihr Buch erneut, dieses Mal unter dem Autorennamen Rudolf Rösch. Ihre Rechte an dem Buch wurden arisiert (entjudet), ihre Urheberschaft fortan verschwiegen. Einige Passagen wurden gestrichen oder paraphrasiert, aber 60 Prozent der Texte stammten von ihr, auch die Fotos im Buch zeigten ihre Hände bei der Zubereitung der Speisen.
Der Verlag brachte auf diese Weise bis 1966 Auflagen des Buches heraus, ohne Alice Urbach jemals an den Einkünften zu beteiligen. Dies obwohl Urbach den Verleger zur Rede gestellt hatte, nachdem sie ihr Buch mit dem falschen Autorennamen 1949 in einem Wiener Buchladen entdeckt hatte. Noch 1974 schrieb der damalige Verlagschef Hermann Jungk: „Nach dem Anschluss Österreichs sah ich mich genötigt, für das Kochbuch einen neuen Verfasser zu suchen, da Alice Urbach Jüdin war und das Kochbuch sonst nicht mehr hätte vertrieben werden können.“
Die Existenz von Rudolf Rösch ist fraglich. Recherchen der Enkelin Karina Urbach ergaben, der Name sei früher verbreitet gewesen. In den Ausgaben von „So kocht man in Wien!“, die bis zum Ende der NS-Zeit erschienen, wurde Rösch als „langjähriger Küchenmeister in Wien und Mitarbeiter des Reichsnährstandes“ vorgestellt. Tatsächlich gab es keinen Rudolf Rösch als Mitarbeiter dieser NS-Agrar-Organisation und auch keinen berühmten Wiener Koch dieses Namens. Bis zum Erscheinen ihres Buchs vermutete Karina Urbach, Rösch sei eine Erfindung. Dann aber entdeckte sie zwei Radiosendungen für Hausfrauen von 1933 und 1935, in denen ein Rudolf Rösch über Soßen sprach. Eventuell habe der Verlag ihn doch nicht erfunden.

## Historische Aufarbeitung der Kochbuch-Arisierung:Das Buch Alice
Ihre Enkelin, die Historikerin Karina Urbach, veröffentlichte 2020 Das Buch Alice. Wie die Nazis das Kochbuch meiner Großmutter raubten, in dem die „Arisierung“ des Kochbuchs beschrieben wird. Erst danach bekannte sich der Ernst Reinhardt Verlag verhalten dazu, dass diese Enteignung kritikwürdig gewesen sei: „Auch wenn dieser Vorgang rechtlich nicht zu beanstanden war, bewerten wir das damalige Verhalten des Verlages heute als moralisch nicht vertretbar. Insbesondere, dass das Kochbuch von Alice Urbach von 1935 dann auch in der Nachkriegszeit nicht wieder unter ihrem Namen weiter verbreitet wurde, ja dass nach 1945 keines der späteren Kochbücher mit ihrem Namen verknüpft wurde, bedauern wir sehr.“
Im Oktober 2020 gab der Ernst Reinhardt Verlag die Rechte am Buch an Alice Urbachs Familie zurück. Zudem hat er inzwischen das Koch- und Haushaltsbuch in einer limitierten, nicht verkäuflichen Auflage von 100 Exemplaren nachgedruckt.
Die Wiener Bibliotheken versahen im Dezember 2020 Einträge im elektronischen Verzeichnis zu den angeblich ab 1938 von Rösch verfassten Ausgaben mit einem Hinweis auf Alice Urbach als wahre Autorin, die Deutsche Nationalbibliothek geht in ihrem Katalog ebenfalls so vor und kennzeichnet die nicht korrekt ausgewiesene Urheberschaft.

## Dokumentarfilm
Arte und das ZDF produzierten 2022 einen Dokumentarfilm unter der Regie von Andrea Oster über Alice Urbach, der den Titel „Alices Buch - Wie die Nazis das Kochbuch meiner Großmutter raubten“ trägt.